# Isabella von Armenien (Königin)

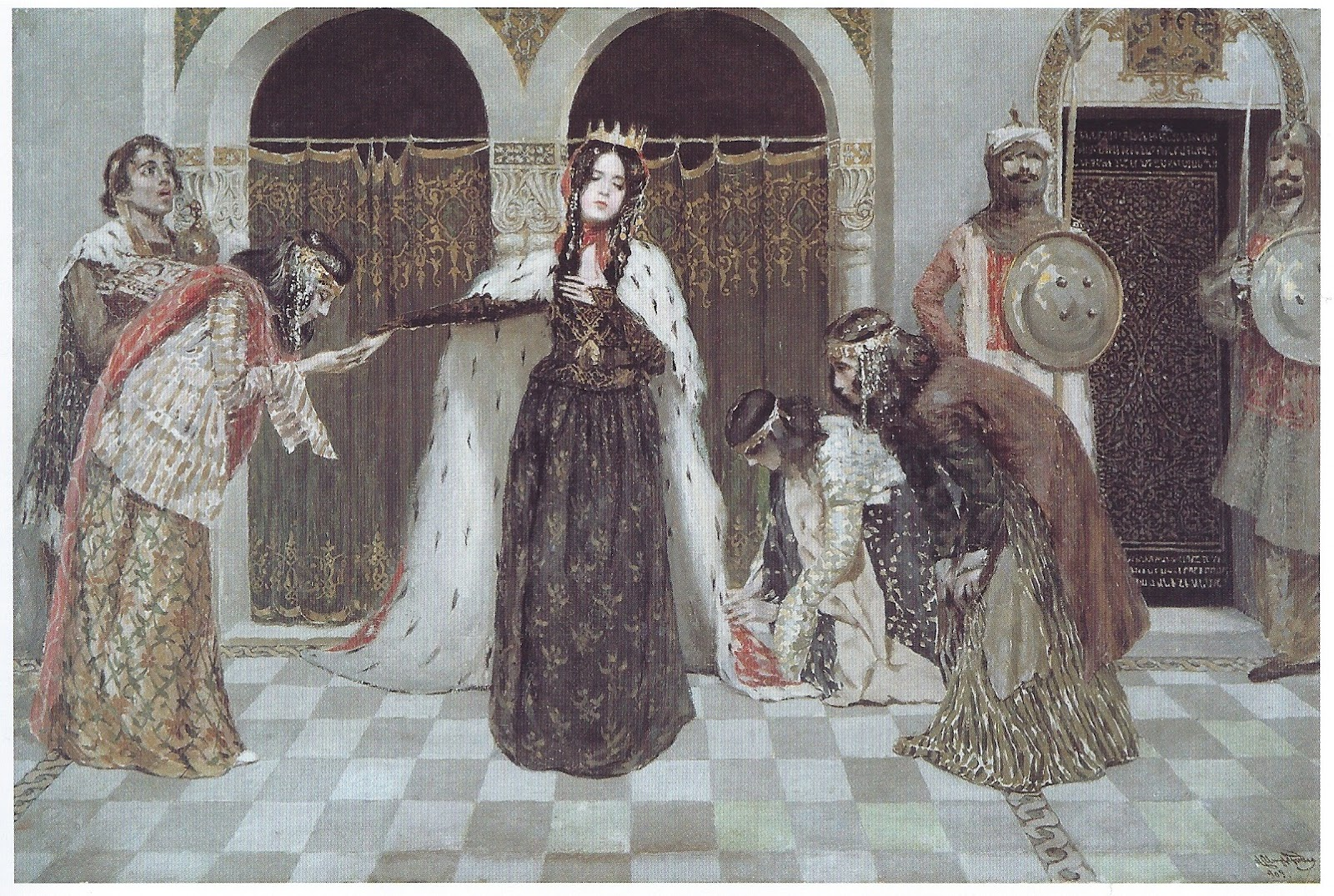
Isabella von Armenien, romantisierendes Gemälde von 1909

Isabella oder Zabel (* 1219; † 22. Januar 1252) war 1219 bis 1252 Königin von Kleinarmenien.
Sie war die Tochter des Königs Leon II. von Kleinarmenien und dessen zweiter Frau Sibylle von Lusignan (Tochter von König Amalrich I. von Zypern und Königin Isabella von Jerusalem).
Die armenische Form ihres Namens ist Զաբէլ (in reformierter Schreibweise Զաբել; in wissenschaftlicher Transliteration Zabel bzw. Zabēl). Die westarmenische Aussprache lautet [zapʰɛl], die ostarmenische [zabɛl] (notiert im internationalen phonetischen Alphabet).

## Leben
Ursprünglich hatte Leon, der keine Söhne, sondern als männlichen Nachkommen nur einen Enkel von seiner ältesten Tochter Rita hatte, auf Anraten seiner Mutter Rita seinen Großneffen Ruben als Nachfolger vorgesehen, und ließ Prinz Georg (Gorg), den unehelichen Sohn des Königs Mleh blenden, um die Nachfolge zu sichern. Kurz vor seinem Tode am 1. Mai 1219 ernannte er aber seine kleine Tochter Zabel zu seiner Nachfolgerin. Die Regentschaft übernahmen der Seneschall (seneskal) Adam von Gastin/Baghras (Siratan) und der Patriarch Johannes, der aber noch im selben Jahr starb. Es war geplant, Zabel mit Andreas, dem Sohn des Königs Andreas II. von Ungarn, der im Zuge des Fünften Kreuzzuges nach Armenien gekommen war, zu verheiraten, der dann auch die Herrschaft übernehmen sollte. Auf die Nachricht vom Tode Leons hin erschien dieser aber niemals.
Nachdem Adam von Gastin von den Assassinen ermordet worden war, wurde der einflussreiche Hethumide Konstantin von Lambron, der gerade Tarsus eingenommen hatte, Regent (bajulus, von französisch baille). 1222 arrangierte er die Heirat Zabels mit Philipp von Antiochia, dem Sohn von Bohemund dem Einäugigen von Tripolis. Philipp hatte geschworen, die Gebräuche der armenischen Kirche zu respektieren, blieb aber weiterhin katholisch, versuchte armenische Barone durch fränkische zu ersetzen und plünderte das Königreich zugunsten der Franken aus. Er soll sogar die Einrichtung des Palastes und die königliche Krone nach Antiochia geschickt haben.
Nach dreijähriger Regierung wurde er von den Baronen gefangen genommen. Nach einer Quelle hatten sich die Gefolgsleute Konstantins als Jäger verkleidet, die angeblich eine Nachricht zu überbringen hatten und so nachts in seine Schlafkammer eindrangen und ihn trotz der Proteste seiner Gattin entführten. Er wurde in Sis gefangen gehalten und wurde dadurch eine Quelle ständigen Streits mit Antiochia, bis er zwei Jahre später starb.
Danach plante Konstantin, Zabel mit seinem Sohn Hethum I. zu vermählen. Mit Hilfe einiger Barone konnte die zwölfjährige Königin in teuflischen Zorn, wie Smbat Sparapet schreibt, zu ihrer Mutter nach Silifke (Seleucia Trachea) fliehen, das zu dieser Zeit unter der Herrschaft der Templer stand. Der Großmeister Bertran lieferte jedoch die Festung und damit auch die Königin an Konstantin von Lambron aus, der Zabel mit seiner Kavallerie verfolgt hatte. Zabel wurde in den Taurus gebracht und am 14. Juni 1226 mit Hethum verheiratet, der damit faktisch die Königswürde erlangte.
Zabel starb am 22. Januar 1252 zu Beginn der Fastenzeit. Mit ihr erlosch die rubenidische Dynastie der armenischen Herrscher.
Von dem Geschichtsschreiber Smbat Sparapet wird sie als tugendreich und wohltätig beschrieben.
Zabel hatte mit Hethum drei Söhne und fünf Töchter.
- Lewon (Leo), der als Leon III. (1270–1289) nach dem Tode seines Vaters König wurde,
- Theodoros (Thoros), der 1266 in der Schlacht gegen den Mamlukensultan Baibars fiel
- Ruben
- Sibylle († 1290), die Bohemund von Antiochia heiratete
- Fimi (Euphemie von Barbaron) († 1309), die Julian Garnier, Graf von Sidon, heiratete, Tochter Margareta
- Rita
- Maria, die Guido von Ibelin heiratete